# Сан (газета)
The Sun — британський таблоїд, заснований в 1963 році. В середньому в день газету читають близько 7,7 млн людей, із них 56 % складають чоловіки і 44 % — жінки. Належить медіахолдингу News Corporation. Газета The Sun широко відома завдяки історіям про життя зірок, в тому числі скандальним і провокаційним, а також про індустрію розваг (історії і чутки в поп-музиці, телевізійних серіалах тощо).
На третій сторінці газети регулярно друкується фотографія дівчини-моделі від 18 до 27 років топлес з 1970 року.

## Історія газети під керівництвом Р. Мердока
«Сан» уперше вийшла на ринок 15 вересня 1964 р. На першій смузі справа поміщала помаранчевий диск, що символізує сонце. Висадившись на Британських островах в 1968 р., австралієць Руперт Мердок в 1969 р. став власником двох лондонських загальнонаціональних газет. Він вправно обійшов Роберта Максвелла, нав'язавши себе сімейству Каррів в ролі виконавчого директора найбільшої у світі за накладом недільної газети «Ньюс оф уорлд», і вже через декілька місяців змістив сера Уільяма Kappa з поста голови компанії.
Придивлявшись до стану справ на Фліт-стріт, напористий австралієць помітив, що «погано лежить» і щоденна «Сан», яку Сесіль Кінг заснував п'ятьма роками раніше, щоб вона зайняла місце збиткової «Дейлі геральд», пов'язаною політичною угодою з Британським конгресом профспілок. У концерні  International Publishing Corporation, в якому командував С. Кінг, в ролі головного здобудчика прибутків вже давно затвердилася популярна «Дейлі міррор». Зробити з «Сан» ще одне багатотиражне видання, заповнене сенсаційно-розважальним матеріалом, виявилося керівникам ІПК не під силу. Нова газета, здавалося, була приречена служити лише тінню «Дейлі міррор».
Між тим у Мердока, що купив «Сан», було досить досвіду по частині торгівлі сенсацією, набутого в його австралійському газетному бізнесі, а рівно журналістів, готових робити газету «На межі порно», чим вона і поталанила мільйонам прихильників — любителів «полунички». У руках Мэрдока «Сан» почала швидко відбивати читачів у «Дейлі міррор». Розгорнулася конкурентна боротьба, яка триває і до цього дня. Лише часом «Міррор» вдається впритул наблизитися до суперниці завдяки додатковим контингентам читачів «Дейлі рекорд» в Шотландії. 
Під керівництвом Мердок «Сан» уперше вийшла 17 листопада 1969 р. з «ексклюзивом» на першій смузі «Сенсація: Кінський допінг», в якому тренер зізнавався, що використав допінг для коней.  Газета використала елементи дизайну «Дейлі Міррор» — розмір, шапка білі букви на червоному фоні, рубрика «Живі букви» була перейменована у «Букви, що Ожили». 
Проте Мердок ввів власні знахідки. Середина 1969 р. — перша в історії національної преси публікація фотографії «Топлесс герл», тобто дівиці з голими грудьми. Осінь 1969 р. — стрибок накладу газети з 650 тис. экз. до 1,5 млн. Середина 1970 р. — почало вже регулярною — щоденною — публікації на стор. 3 газети фотографії напівоголеної «фотомоделі» з нестандартним бюстом. (Уперше Третя сторінка вийшла в друк 17 листопада 1970 року із зображенням німецької моделі Стефан Рен).  

## Правила бізнесу Р. Мердока
— Ви можете робити з мене демона, використовуючи слово «влада». Але ж в цьому-то уся привабливість, чи не так? У тому, щоб мати трохи влади.
— Спонукаючи людей, ви повинні звертатися до їх свідомості і серця.
— Я не монополіст як такий. Я даю людям вибір.
— Коли ви в медіа, особливо в друкованих, ви знаходитеся в центрі усього найцікавішого, і я не можу уявити собі інше життя, якому я хотів би себе присвятити.
— Це була довга кар'єра, і я робив багато помилок на своєму шляху. Не усі ми невинні.
— Я у бізнесі вже майже 50 років. Якщо ти сприяєш змінам, у тебе обов'язково з'являться вороги. Своїми ворогами я горджуся.
— Я думаю, що газета має бути провокаційною.
— Я вірю, що люди дивитимуться телевізор ще довгий час і що у телеканалів попереду довге життя.
— Ви не можете побудувати сильну корпорацію з великою кількістю комітетів і рад, які повинні консультувати на кожному кроці. Ви маєте бути готові приймати рішення на власний розсуд.
— Я намагаюся не випускати з уваги частковості; не можна устежити за усіма деталями, але треба хоч би відчувати, що відбувається.
— Стань найкращим у своїй області — тоді до тебе прийдуть і влада, і багатство.
— Чи можемо ми змінити світ? Ні, але, біс візьми, ми усі можемо спробувати.
— Світ міняється дуже швидко. Великий перестане перемагати маленького. Але швидший завжди випередить повільного.
— Ви повинні шукати щілини, де ваші ледачі конкуренти втратили зв'язок із споживачами.
— Якби я слухав своїх критиків, News Corp так і залишилася б невеликою газетною компанією Австралії.
— Я вважаю, що сім'я — батько, мати і діти — мають фундаментальне значення для нашої цивілізації.
— Я не економіст. І усі ми знаємо, що економісти були створені, щоб синоптики виглядали краще на їхньому фоні.
— Гроші для мене не є рушійною силою. Добре, коли вони є, але я не ставлю їх занадто високо. Що дійсно приносить мені задоволення — так це управління бізнесом.

## Birthday Suit Girl
Сорок років тому[коли?], коли в західних країнах обіцяна Марксом «примара комунізму» змінилася сексуальною революцією, британська бульварна газета The Sun опублікувала на третій сторінці фотознімок оголеної до пояса дівчини. За одну ніч стали знаменитостями головний редактор таблоїда і 22-річна модель. Хоча є усі підстави вважати, що дівчина була на два-чотири роки молодша.
Головний редактор газети The Sun сер Альберт Лемб, відоміший під ім'ям Ларрі Лемб, ризикував своєю кар'єрою, але неодмінно хотів підірвати секс-бомбу. 17 листопада 1970 року, в першу річницю повторного виходу таблоїда The Sun, він випустив газетний номер зі святковим фото. На 3-ій сторінці була розміщена чорно-біла топлес фотографія білявки Стефані Ран (Stefanie Rahn). З 1973 року ця уроджена німкеня виступала під дошлюбним прізвищем своєї матері. Через три роки вона офіційно змінила прізвище на Мерріан (Stefanie Marrian).
Спочатку знімок Birthday Suit Girl розумівся як одноразовий. Але коли через рік наклад газети, завдяки появі на 3-ій сторінці топлес-моделі, підскочив на 40 % і досяг 2,1 млн екземплярів, від такої вигідної ідеї вирішили не відмовлятися і надалі. Поступово голі жінки на третій сторінці стали з'являтися регулярно і у все відвертіших позах. Організації феміністок і консервативно налагоджені громадяни розглядали ці фото як порнографічні і мізогінні.
Деякі публічні бібліотеки Сполученого Королівства заборонили газету через її «надмірно сексуальний зміст». Парламентар від лейбористської партії Олексій Лайон, розмахуючи екземпляром The Sun під час виступу в палаті громад, запропонував віддати газету під суд за непристойність. Через багато років, в 1986 році, деякі політики знову спробували, і знову марно, переконати членів парламенту оголосити цей таблоїд поза законом.
Газета часто друкує уривки з книг еротичного змісту, ілюструючи тексти недвозначними картинками. Моделі з третьої сторінки, проте, ніколи не з'являються на фото повністю оголеними.
У 2012 р. Руперт Мердок переполохав британський медіаринок твітом, ніби збирається залишити газету «The Sun» без третьої сторінки. «Сторінка номер три відходить в минуле. Ви може бути і праві, і я розглядаю можливість її знищення. Ми можемо досягти компромісу з любителями моди», — відмітив видавець.
У 2012 році «сторінка номер три» стала мішенню для успішної кампанії британських правозахисників. Вона пройшла без акцій протесту і шумних маршів. Замість цього активісти працювали в супермаркетах, які продають таблоїди. Вони зустрічалися з керівниками великих торгових мереж і вказували їм на протиріччя між офіційною політикою супермаркетів, яка сформульована як «підтримка сімейних цінностей», і оголеними фото з «сторінки номер три».